# Lista do Patrimônio Mundial na Dinamarca
A Organização das Nações Unidas para a Educação, a Ciência e a Cultura (UNESCO) propôs um plano de proteção aos bens culturais do mundo, através do Comité sobre a Proteção do Património Mundial Cultural e Natural, aprovado em 1972. Esta é uma lista do Patrimônio Mundial existente na Dinamarca, especificamente classificada pela UNESCO e elaborada de acordo com dez principais critérios cujos pontos são julgados por especialistas na área. A Dinamarca, uma das regiões mais precocemente habitadas no continente europeu e que abriga exemplares singulares da cultura frísia em alto nível de conservação, ratificou a convenção em 25 de julho de 1979, tornando seus locais históricos elegíveis para inclusão na lista.
No entanto, Túmulos, pedras rúnicas e Igreja de Jelling foi o primeiro sítio da Dinamarca inscrito na Lista do Patrimônio Mundial por ocasião da 18ª Sessão do Comitê do Patrimônio Mundial, realizada em 1994 em Phuket. Em seguida, foram adicionados os sítios de Catedral de Roskilde e Castelo de Kronborg em 1995 e 2000, respectivamente. Desde a mais recente inclusão na lista pela UNESCO, a Dinamarca possui onze (11) locais inscritos como Patrimônio da Humanidade, sendo três (4) deles de interesse Cultural e os sete (7) restantes de interesse Natural. 
De todos os bens listados do país, três sítios estão localizados na Gronelândia que constitui um território autônomo contíguo ao Reino da Dinamarca, apesar de estar situada no continente americano: Fiorde de gelo de Ilulissat (que foi também o primeiro bem de interessa natural do país), Kujataa, Gronelândia: Cultivo Nórdico e Inuit à beira da calota de gelo e Aasivissuit, Nipisat: Território de caça Inuit entre gelo e mar. O sítio Mar de Wadden, por outro lado, foi inscrito em 2009 como pertencente à Alemanha e estendido ao território dinamarquês em 2014. 

## Bens culturais e naturais
A Dinamarca conta atualmente com os seguintes lugares declarados como Patrimônio da Humanidade pela UNESCO:
| | Túmulos, pedras rúnicas e Igreja de Jelling |
| Bem cultural inscrito em 1994. |                                             |
| Localização: Dinamarca Meridional |                                             |
| Os montes funerários e uma das duas pedras cárnicas deste local são exemplos excepcionais da cultura pagã nórdica, enquanto a segunda pedra cárnica e a igreja ilustram a conversão do povo dinamarquês ao cristianismo em meados do século X. (UNESCO/BPI) |                                             |

| | Catedral de Roskilde |
| Bem cultural inscrito em 1995. |                      |
| Localização: Zelândia |                      |
| Construída entre os séculos XII e XIII, Roskilde foi a primeira catedral gótica da Escandinávia inteiramente construída de tijolos e seu estilo arquitetônico foi mais tarde espalhado pelo norte da Europa. A partir do século XV tornou-se um mausoléu da família real dinamarquesa e até o final do século XIX várias varandas e capelas laterais foram adicionadas a ele. Seu edifício atual sintetiza claramente a evolução da arquitetura religiosa europeia ao longo de oito séculos. (UNESCO/BPI) |                      |

| | Castelo de Kronborg |
| Bem cultural inscrito em 2000. |                     |
| Localização: Região da Capital |                     |
| Construída em Helsinger (Elsinor), a chave para o Estreito de Sund que separa a Dinamarca da Suécia, o Castelo de Kronborg e o Palácio Real têm grande valor simbólico para os dinamarqueses. Este excepcional edifício renascentista desempenhou um papel importante na história europeia do século XVI ao XVIII. Sua construção começou em 1574 e suas defesas foram reforçadas no final do século XVII, de acordo com os cânones da arquitetura militar da época. O edifício permaneceu intacto até hoje e é mundialmente renomado como Castelo de Elsinor, por ter sido o cenário escolhido por Shakespeare para sua célebre tragédia "Hamlet". (UNESCO/BPI) |                     |

| | Fiorde de gelo de Ilulissat |
| Bem natural inscrito em 2004. |                             |
| Localização: Groenlândia |                             |
| Localizado na costa oeste da Groenlândia, cerca de 250 km ao norte do Círculo Ártico, o Fiorde de Gelo de Ilulissat (40.240 hectares) é a foz do Sermeq Kujalleq, uma das poucas geleiras pelas quais o manto de gelo desta imensa ilha do norte é evacuada para o mar. Sermeq Kujalleq é uma das geleiras mais ativas e mais rápidas do mundo, com uma progressão de 19 metros por dia. Seu volume anual de evacuação de gelo é de mais de 35 km3 e corresponde a 10% do que é produzido por toda a calota de gelo da Groenlândia. De todas as geleiras fora da Antártida, o Sermeq Kujalleq produz a maior massa de icebergs. Observações a que foi submetida há mais de 250 anos permitiram uma melhor compreensão das mudanças climáticas e da glaciologia da calota polar. Sua imensa massa de gelo, juntamente com o imenso rugido que causa seu rápido movimento em direção ao mar no fiorde cheio de icebergs, é um fenômeno de natureza avassaladora e espetacular. (UNESCO/BPI) |                             |

| | Stevns Klint |
| Bem natural inscrito em 2014. |              |
| Localização: Zelândia |              |
| Este sítio geológico, que cobre uma área costeira de 15 quilômetros de comprimento com falésias fósseis, é um testemunho excepcional do impacto da crosta terrestre pela queda do meteorito Chicxulub, que ocorreu no final do Período Cretáceo, cerca de 65 milhões de anos atrás. Os cientistas frequentemente estimam que esse impacto causou a mais recente extinção em massa na história da Terra, fazendo com que os dinossauros desaparecessem e mais de 50% da vida em nosso planeta. Em Stevns Klint você pode ver o registro sedimentar da nuvem de cinzas causada pela queda do meteorito, cuja cratera de impacto está localizada no fundo do Mar do Caribe e na Península de Yucatán (México). Um registro fóssil excepcional que consiste em uma sucessão de assembleias biológicas também pode ser observado neste local. (UNESCO/BPI) |              |

| | Mar Frísio/Mar de Wadden |
| Bem natural inscrito em 2009, modificado em 2011 e estendido em 2014. |                          |
| Localização: Dinamarca Meridional |                          |
| Este bem é compartilhado com: Alemanha e Países Baixos. |                          |
| Trata-se de uma extensão do local de mesmo nome, localizado na Alemanha e nos Países Baixos, que foi registrado em 2009 na Lista do Patrimônio Mundial. Estima-se que o Mar de Wadden seja o maior ecossistema contínuo de lodo e bancos de areia do mundo. A expansão agora abrange a maior parte da Área dinamarquesa de Conservação do Mar de Wadden em sua totalidade, bem como uma expansão marítima do Parque Nacional do Mar de Wadden da "terra" alemã da Baixa Saxônia. (UNESCO/BPI) |                          |

| | Christiansfeld, uma colônia da igreja moraviana |
| Bem cultural inscrito em 2015. |                                                 |
| Localização: Dinamarca Meridional |                                                 |
| Esta cidade da Jutlândia do Sul é originária da colônia fundada em 1773 pela Igreja Morava, uma congregação livre luterana sediada em Herrnhut (Saxônia). É um exemplo de assentamento humano planejado, concebido de acordo com o ideal urbano protestante de desenvolvimento da cidade em torno de uma igreja central e sua praça correspondente. As casas possuem um ou dois andares em geral e são caracterizadas tanto por suas fachadas homogêneas de tijolos amarelos, sem qualquer ornamento, quanto por seus telhados de telhas vermelhas. A organização democrática da Igreja Morava, precursora dos ideais de igualdade entre os homens, se reflete no caráter humanitário do urbanismo: um plano aberto da cidade em direção à terra agrícola e a presença de edifícios importantes para o bem comum da população, como casas coletivas para viúvas e solteiros. Em Christiansfeld, uma influente comunidade da Igreja Morava ainda vive em nossos dias. (UNESCO/BPI) |                                                 |

| | Paisagem de caça medieval no norte da Zelândia |
| Bem cultural inscrito em 2015. |                                                |
| Localização: Região da Capital |                                                |
| Localizado a cerca de 30 quilômetros a nordeste de Copenhague, este bem cultural compreende três áreas distintas de florestas montanhosas: Store Dyrehave, Gribskov e Jagersborg Hegn/Jagersborg Dyrehave. Nestas florestas equipadas para a caça das montanhas, os reis dinamarqueses e seus cortesãos praticavam esta modalidade cinematográfica que estava em pleno andamento desde a Idade Média até o final do século XVI. Estradas dispostas de acordo com um avião ortogonal, mojones de pedra numeradas, cercas e cabanas de caça construídas nessas florestas são uma materialização dos princípios da paisagem barroca aplicados ao condicionamento das áreas florestais. (UNESCO/BPI) |                                                |

| | Kujataa, Gronelândia: Cultivo Nórdico e Inuit à beira da calota de gelo |
| Bem cultural inscrito em 2017. |                                                                         |
| Localização: Gronelândia |                                                                         |
| Kujataa é uma paisagem agrícola sub-ártica localizada na região sul da Groenlândia. Contém testemunhos das histórias culturais paleo-esquimós – dos povos caçadores-coletores que vieram da Islândia desde o século X – e das migrações de agricultores nórdicos, caçadores inuítes e comunidades inuítes que se desenvolveram a partir do final do século XVIII. Apesar de suas diferenças, essas duas culturas – a nórdica da Groenlândia e a Inuit Europeia – e as condições ambientais específicas do local criaram uma paisagem cultural baseada na agricultura, pastagem e caça de mamíferos marinhos. Esta paisagem atesta a mais antiga introdução da agricultura no Ártico e a primeira instalação de um assentamento nórdico fora da Europa. (UNESCO/BPI) |                                                                         |

| | Aasivissuit, Nipisat: Território de caça Inuit entre gelo e mar |
| Bem cultural inscrito em 2018. |                                                                 |
| Localização: Gronelândia |                                                                 |
| Localizado na parte central do noroeste da Groenlândia, este local possui vestígios ilustrativos de 4.200 anos de história de suas populações indígenas que configuraram toda uma paisagem cultural com seus hábitos de caça animal marinho e terrestre, migrações sazonais e seu rico e intacto patrimônio cultural imaterial ligado ao clima, navegação e medicina. Elementos característicos deste local são as grandes casas para passar a temporada de inverno, os traços dos jogos de caça do caribu e os sítios arqueológicos da cultura inuíte, tanto pré-históricos quanto históricos. Composta por sete locais importantes, de Nipisat a oeste até Aasivissuit, localizado a leste perto da calota polar, a paisagem cultural deste local é um sinal das culturas humanas duradouras da Groenlândia e suas migrações sazonais ancestrais. (UNESCO/BPI) |                                                                 |

| | Fortificações viquingues em anel |
| Bem cultural inscrito em 2023. |                                  |
| Localização: Jutlândia do Norte / Zelândia |                                  |
| Estes cinco sítios arqueológicos compreendem um sistema de monumentais fortalezas em formato anelar datas da era Viking que compartilham um traçado geométrico uniforme. Construídas entre 970 e 980 d.C., as fortalezas de Aggersborg, Fyrkat, Nonnebakken, Trelleborg e Borgring foram posicionadas estrategicamente nas proximidades de rotas terrestres e marítimas e cada uma delas faziam uso da topografia natural de sua paisagem circundante para fins defensivos. Estas são uma demonstração emblemática do poder centralizado da Dinastia Jelling e um testemunho às transformações sócio-políticas que o Reino danês viveu no fim do século X. (UNESCO/BPI) |                                  |

## Localização dos sítios
<div style="position: absolute; z-index: 2; top: Erro de expressão: Falta operando para /%; left: Erro de expressão: Falta operando para *%; height: 0; width: 0; margin: 0; padding: 0;">

## Lista Indicativa
Em adição aos sítios inscritos na Lista do Patrimônio Mundial, os Estados-membros podem manter uma lista de sítios que pretendam nomear para a Lista de Patrimônio Mundial, sendo somente aceitas as candidaturas de locais que já constarem desta lista. Desde 2019, a Dinamarca possui 4 locais na sua Lista Indicativa.
| Sítio | Imagem | Localização       | Ano  | Dados UNESCO               | Descrição |
| --- | ------ | ----------------- | ---- | -------------------------- | --- |
| Amalienborg e seu distrito |        | Região da Capital | 1993 | Cultural: (i)(ii)(iv)      | O distrito de Amalienborg foi construído no século XVIII como uma extensão da Copenhaga medieval. A praça principal abriga quatro palácios idênticos, projetados por Nicolai Eigtved em estilo rococó para famílias nobres seletas. Uma estátua equestre do rei Frederico V domina o cenário da praça.                                                                                                   |
| Paisagens de moler do Fiorde de Lim                                                                                              |        | Jutlândia         | 2010 | Natural: (viii)(ix)        | O Fiorde Ocidental de Lim contém depósitos de diatomita rara do Baixo Eoceno, localmente conhecido como mo-clay. Os maiores depósitos são encontrados ao redor das ilhas de Mors e Fur. Os depósitos contêm grandes quantidades de fósseis de pássaros, répteis e peixes. |
| Patrimônio Marítimo do Porto e Cidade Antiga de Dragør - Uma 'cidade capitã' da era dos grandes veleiros nos séculos XVIII e XIX |        | Região da Capital | 2019 | Cultural: (ii)(iii)(iv)(v) | A cidade de Dragør está estrategicamente localizada na costa do Estreito do Øresund. Tanto a bem preservada Cidade Antiga quanto o porto testemunham a época em que a Dinamarca era uma importante nação marítima, quando navios de Dragør navegavam não apenas para o Báltico e o norte da Europa, mas também para as Américas, África e Ásia.                                                          |
| Møns Klint |        | Storstrøm         | 2023 | Natural: (vii)(viii)       | As falésias de giz, que se erguem a 120 metros acima do nível do mar, foram formadas durante o Último máximo glacial quando as geleiras se desprenderam e impulsionaram a camada de solo. A propriedade proposta testemunha diferentes estágios deste processo glacio-tectônico. Além disto, a beleza natural cênica da paisagem circundante serviu de inspiração para artistas renomados do século XIX. |